# Фифа 100
ФИФА 100 је листа коју је саставио бивши бразилски фудбалер Пеле. На ту листу су уврштени најбољи живи фудбалери. Листа је објављена 4. марта 2004. у Лондону, на церемонији прославе стогодишњице оснивања ФИФЕ. Број сто се у ствари односи на годишњицу а не на број играча којих је у ствари 125. На листи је првобитно и планирано да се нађе укупно 100 фудбалера, и то 50 активних и 50 бивших. Пелеу је било тешко да се одлучи за 50 бивших играча па је та бројка повећана на 75, те се на списку укупно нашло 125 играча. На списку су се нашле и две женске играчице.

## Критике
Многи фудбалски стручњаци су изразили сумњу у критеријуме према којима је састављена ова листа. Главне критике су се односиле на то како је избор политички а не фудбалски оријентисан. Критиковано је и то што се на листи нашло играча из чак 37 различитих земаља, од чега је чак седам играча са азијског и афричког континента. Бивши бразилски фудбалер Жерсон је, у знак протеста што се није нашао на списку, поцепао копију листе уживо у програму бразилске телевизије. Уве Зелер и Марко ван Бастен су одбили да из принципа учествују у читавом овом пројекту.

## Списак
Следи списак „ФИФА 100" најбољих живих фудбалера који је саставио Пеле.
- Активни играчи у време објављивања списка су означени (*).

| Играч                  | Позиција | Датум рођења       |
| ---------------------- | -------- | ------------------ |
| Габријел Батистута*    | нап      | 1. фебруар 1969.   |
| Ернан Креспо*          | нап      | 5. јул 1975.       |
| Алфредо Ди Стефано     | нап      | 4. јул 1926.       |
| Марио Кемпес           | нап      | 15. јул 1954.      |
| Дијего Марадона        | нап      | 30. октобар 1960.  |
| Данијел Пасарела       | одб      | 25. мај 1953.      |
| Хавијер Савиола*       | нап      | 11. децембар 1981. |
| Омар Сивори            | нап      | 2. октобар 1935.   |
| Хуан Себастијан Верон* | вез      | 9. март 1975.      |
| Хавијер Занети*        | одб/вез  | 10. август 1973.   |

| Играч               | Позиција | Датум рођења      |
| ------------------- | -------- | ----------------- |
| Јан Кулеманс        | вез      | 28. фебруар 1957. |
| Жан Мари Пфаф       | гол      | 4. децембар 1953. |
| Франки Ван дер Елст | вез      | 30. април 1961.   |

| Играч           | Позиција | Датум рођења        |
| --------------- | -------- | ------------------- |
| Карлос Алберто  | одб      | 17. јул 1944.       |
| Кафу*           | одб      | 7. јун 1970.        |
| Фалкао          | вез      | 16. октобар 1953.   |
| Пеле            | нап      | 23. октобар 1940.   |
| Жуниор          | вез      | 29. јун 1954.       |
| Ривалдо*        | вез      | 19. април 1972.     |
| Ривелињо        | вез      | 1. јануар 1946.     |
| Роберто Карлос* | одб      | 10. април 1973.     |
| Ромарио*        | нап      | 29. јануар 1966.    |
| Роналдињо*      | вез/нап  | 21. март 1980.      |
| Роналдо*        | нап      | 17. септембар 1976. |
| Ђалма Сантос    | одб      | 27. фебруар 1929.   |
| Нилтон Сантос   | одб      | 16. мај 1925.       |
| Сократес        | вез      | 19. фебруар 1954.   |
| Зико            | вез/нап  | 3. март 1953.       |

| Играч           | Позиција | Датум рођења     |
| --------------- | -------- | ---------------- |
| Христо Стоичков | нап      | 8. фебруар 1966. |

| Играч      | Позиција | Датум рођења  |
| ---------- | -------- | ------------- |
| Роџер Мила | нап      | 20. мај 1952. |

| Играч           | Позиција | Датум рођења      |
| --------------- | -------- | ----------------- |
| Елијас Фигуероа | одб      | 25. октобар 1946. |
| Иван Заморано   | нап      | 18. јануар 1967.  |

| Играч            | Позиција | Датум рођења       |
| ---------------- | -------- | ------------------ |
| Карлос Валдерама | вез      | 2. септембар 1961. |

| Играч       | Позиција | Датум рођења    |
| ----------- | -------- | --------------- |
| Давор Шукер | нап      | 1. јануар 1968. |

| Играч          | Позиција | Датум рођења     |
| -------------- | -------- | ---------------- |
| Јозеф Масопуст | вез      | 9. фебруар 1931. |
| Павел Недвед*  | вез      | 30. август 1972. |

| Играч          | Позиција | Датум рођења       |
| -------------- | -------- | ------------------ |
| Брајан Лаудруп | нап      | 22. фебруар 1969.  |
| Михаел Лаудруп | вез      | 15. јун 1964.      |
| Петер Шмејхел  | гол      | 18. новембар 1963. |

| Играч         | Позиција | Датум рођења       |
| ------------- | -------- | ------------------ |
| Гордон Бенкс  | гол      | 30. децембар 1937. |
| Дејвид Бекам* | вез      | 2. мај 1975.       |
| Боби Чарлтон  | вез      | 11. октобар 1937.  |
| Кевин Киган   | нап      | 14. фебруар 1951.  |
| Гари Линекер  | нап      | 30. новембар 1960. |
| Мајкл Овен*   | нап      | 14. децембар 1979. |
| Алан Ширер*   | нап      | 13. август 1970.   |

| Играч          | Позиција | Датум рођења       |
| -------------- | -------- | ------------------ |
| Ерик Кантона   | нап      | 24. мај 1966.      |
| Марсел Десаи*  | одб      | 7. септембар 1968. |
| Дидије Дешам   | вез      | 15. октобар 1968.  |
| Жист Фонтен    | нап      | 18. август 1933.   |
| Тијери Анри*   | нап      | 17. август 1977.   |
| Рајмонд Копа   | вез      | 31. октобар 1931.  |
| Жан-Пјер Папен | нап      | 5. новембар 1963.  |
| Робер Пирес*   | вез      | 29. октобар 1973.  |
| Мишел Платини  | вез      | 21. јун 1955.      |
| Лилијан Тирам* | одб      | 1. јануар 1972.    |
| Морис Тресор   | одб      | 15. јануар 1950.   |
| Давид Трезеге* | нап      | 15. октобар 1977.  |
| Патрик Вијера* | вез      | 23. јун 1976.      |
| Зинедин Зидан* | вез      | 23. јун 1972.      |

| Играч               | Позиција | Датум рођења        |
| ------------------- | -------- | ------------------- |
| Михаел Балак*       | вез      | 26. септембар 1976. |
| Франц Бекенбауер    | одб      | 11. септембар 1945. |
| Паул Брајтнер       | вез      | 5. септембар 1951.  |
| Оливер Кан*         | гол      | 15. јун 1969.       |
| Јирген Клинсман     | нап      | 30. јул 1964.       |
| Сеп Мајер           | гол      | 28. фебруар 1944.   |
| Лотар Матеус        | вез      | 21. март 1961.      |
| Герд Милер          | нап      | 3. новембар 1945.   |
| Карл-Хајнц Румениге | нап      | 25. септембар 1955. |
| Уве Зелер           | нап      | 5. новембар 1936.   |

| Играч      | Позиција | Датум рођења      |
| ---------- | -------- | ----------------- |
| Абеди Пеле | нап      | 5. новембар 1964. |

| Играч         | Позиција | Датум рођења   |
| ------------- | -------- | -------------- |
| Ференц Пушкаш | нап      | 2. април 1927. |

| Играч    | Позиција | Датум рођења     |
| -------- | -------- | ---------------- |
| Рој Кин* | вез      | 10. август 1971. |

| Играч                | Позиција | Датум рођења        |
| -------------------- | -------- | ------------------- |
| Роберто Бађо*        | нап      | 18. фебруар 1967.   |
| Франко Барези        | одб      | 8. мај 1960.        |
| Ђузепе Бергоми       | одб      | 22. децембар 1963.  |
| Ђампјеро Бониперти   | нап      | 4. јул 1928.        |
| Ђанлуиђи Буфон*      | гол      | 28. јануар 1978.    |
| Алесандро дел Пјеро* | нап      | 9. новембар 1974.   |
| Ђакинто Факети       | одб      | 18. јул 1942.       |
| Паоло Малдини*       | одб      | 26. јун 1968.       |
| Алесандро Неста*     | одб      | 19. март 1976.      |
| Ђани Ривера          | вез      | 18. август 1943.    |
| Паоло Роси           | нап      | 23. септембар 1956. |
| Франческо Тоти*      | нап      | 27. септембар 1976. |
| Кристијан Вијери*    | нап      | 12. јул 1973.       |
| Дино Зоф             | гол      | 28. фебруар 1942.   |

| Играч            | Позиција | Датум рођења     |
| ---------------- | -------- | ---------------- |
| Хидетоши Наката* | вез      | 22. јануар 1977. |

| Играч          | Позиција | Датум рођења      |
| -------------- | -------- | ----------------- |
| Хонг Мјунг Бо* | одб      | 12. фебруар 1969. |

| Играч    | Позиција | Датум рођења     |
| -------- | -------- | ---------------- |
| Џорџ Веа | нап      | 1. октобар 1966. |

| Играч      | Позиција | Датум рођења  |
| ---------- | -------- | ------------- |
| Уго Санчез | нап      | 11. јул 1958. |

| Играч              | Позиција | Датум рођења        |
| ------------------ | -------- | ------------------- |
| Марко ван Бастен   | нап      | 31. октобар 1964.   |
| Денис Бергкамп*    | нап      | 10. мај 1969.       |
| Јохан Кројф        | нап      | 25. април 1947.     |
| Едгар Давидс*      | вез      | 13. март 1973.      |
| Руд Гулит          | вез      | 1. септембар 1962.  |
| Рене ван де Керкоф | вез      | 16. септембар 1951. |
| Вили ван де Керкоф | вез      | 16. септембар 1951. |
| Патрик Клајверт*   | нап      | 1. јул 1976.        |
| Јохан Нескенс      | вез      | 15. септембар 1951. |
| Руд ван Нистелрој* | нап      | 1. јул 1976.        |
| Роб Ренсенбринк    | нап      | 3. јул 1947.        |
| Франк Рајкард      | вез      | 30. септембар 1962. |
| Кларенс Седорф*    | вез      | 1. април 1976.      |

| Играч          | Позиција | Датум рођења     |
| -------------- | -------- | ---------------- |
| Џеј Џеј Окоча* | вез      | 14. август 1973. |

| Играч     | Позиција | Датум рођења  |
| --------- | -------- | ------------- |
| Џорџ Бест | вез      | 22. мај 1946. |

| Играч    | Позиција | Датум рођења     |
| -------- | -------- | ---------------- |
| Ромерито | нап      | 28. август 1960. |

| Играч           | Позиција | Датум рођења  |
| --------------- | -------- | ------------- |
| Теофило Кубиљас | нап      | 8. март 1949. |

| Играч         | Позиција | Датум рођења  |
| ------------- | -------- | ------------- |
| Збигњев Боњек | вез      | 3. март 1956. |

| Играч      | Позиција | Датум рођења      |
| ---------- | -------- | ----------------- |
| Еузебио    | нап      | 25. јануар 1942.  |
| Луис Фиго* | вез      | 4. новембар 1972. |
| Руи Коста* | вез      | 29. март 1972.    |

| Играч       | Позиција | Датум рођења     |
| ----------- | -------- | ---------------- |
| Георги Хаџи | вез      | 5. фебруар 1965. |

| Играч         | Позиција | Датум рођења  |
| ------------- | -------- | ------------- |
| Ринат Дасајев | гол      | 13. јун 1957. |

| Играч       | Позиција | Датум рођења  |
| ----------- | -------- | ------------- |
| Кени Даглиш | нап      | 4. март 1951. |

| Играч         | Позиција | Датум рођења     |
| ------------- | -------- | ---------------- |
| Ел Хађи Диуф* | нап      | 15. јануар 1981. |

| Играч            | Позиција | Датум рођења  |
| ---------------- | -------- | ------------- |
| Емилио Бутрагењо | нап      | 22. јул 1963. |
| Луис Енрике*     | вез      | 8. мај 1970.  |
| Раул*            | нап      | 27. јун 1977. |

| Играч           | Позиција | Датум рођења       |
| --------------- | -------- | ------------------ |
| Рушту Реџбер*   | гол      | 10. мај 1973.      |
| Емре Белозоглу* | вез      | 7. септембар 1980. |

| Играч            | Позиција | Датум рођења        |
| ---------------- | -------- | ------------------- |
| Андреј Шевченко* | нап      | 29. септембар 1976. |

| Играч        | Позиција | Датум рођења     |
| ------------ | -------- | ---------------- |
| Мишел Ејкерс | вез/нап  | 1. фебруар 1966. |
| Миа Хем*     | нап      | 17. март 1972.   |

| Играч            | Позиција | Датум рођења       |
| ---------------- | -------- | ------------------ |
| Енцо Франческоли | нап      | 12. новембар 1961. |